# Лехитские языки
Лехи́тские языки́ (пол. języki lechickie, кашуб. lechicczé jãzëczi) — подгруппа западнославянских языков, исторически распространённых на территории, соответствующей современным Польше и восточной Германии (Бранденбург, Мекленбург, Померания).
В настоящее время в состав лехитской подгруппы входят один из самых крупных в Восточной Европе по числу носителей польский язык, сильно раздробленный диалектно, а также распространённый в северо-западной Польше кашубский язык, употребление которого в основном ограничено бытовой сферой. В последнее время нередко выделяется силезский язык, традиционно относимый к польским диалектам. Два лехитских языка вымерли: в XVIII веке полабский язык на территории Германии и в XX веке словинский язык, ареал которого соседствовал с ареалом кашубского языка (многие исследователи считают словинский диалектом кашубского).
Общее число говорящих на лехитских языках составляет около 40 млн чел.

## Этимология названия и история изучения подгруппы
«Лехитские» не является самоназванием данной подгруппы языков, так как не было зафиксировано существования как этнической общности, объединявшей всех носителей этих языков, на протяжении всей истории их существования, так и единого языка у них, название искусственно образовано от латинизированного этнонима Lęch. В языках соседей этноним поляков звучит как lénkai в литовском, lengyelek в венгерском, ляхи у восточных славян, возможно, название племени лендзян (лендзицев или ленхов) было перенесено соседними народами на всех поляков. Существует также версия происхождения названия от эпонима (имени) легендарного основателя Польши Леха.
Впервые выделение лехитской лингвистической общности из западнославянской было предложено в середине XIX века чешским учёным П. Й. Шафариком, который разделил западнославянские языки на три подгруппы: ляшскую (языки поляков, силезцев и поморян), чехословацкую (языки чехов, мораван и словаков) и полабскую (языки лютичей, ободритов, лужичан, мильчан и других племён). А. Ф. Гильфердинг в своей работе 1862 года «Остатки славян на южном берегу Балтийского моря» также выделял ляшскую подгруппу языков, включая в неё польский язык и наречия надбалтийских славян (единственное сохранившееся из которых — кашубское). Первым, кто поставил вопрос о родстве польского и кашубского языков с полабским, был немецкий лингвист А. Шлейхер, он объединил эти языки в северную (лехитскую) подгруппу по наличию у них таких общих признаков, как переход праславянских *g и *dj в ʒ и сохранение носовых гласных (отмечая также общее у полабского с кашубским разноместное ударение и мазурение, сближающее полабский с некоторыми польскими диалектами). В этой подгруппе А. Шлейхер выделял западнолехитские (полабский) и восточнолехитские (польский с кашубским) языки. В западнославянском ареале по наличию или отсутствию носовых он противопоставил северную подгруппу южной (чешской), в которую включил чешский, словацкий и лужицкие языки.
На рубеже XIX и XX вв. появились работы, в которых отмечался особый взгляд на внутреннее членение лехитских языков, полабский и кашубский выделялись в отдельную поморскую группу (И. Бодуэн де Куртене) или рассматривались как наречия одного языка (С. Рамулт (Stefan Ramułt)); а также высказывалось сомнение некоторыми учёными в отношении существования лехитского языкового единства (Ф. Лоренц (Friedrich Lorentz)). Дальнейшее изучение лехитских языков, и в частности истории их формирования, отражено в исследованиях К. Нича, Я. Розвадовского и Т. Лер-Сплавинского, убедительно доказавших родство языков лехитской подгруппы.
Ряд учёных по-особому рассматривали проблему отношений в западнославянской группе лехитских и лужицких языков. В. Ташицкий, З. Штибер, Е. Налепа высказывали мнение об особенно близком родстве лужицких и лехитских языков. В. Ташицкий предполагал, что в древности могла существовать лехитско-лужицкая языковая общность, противопоставленная чешско-словацкой, а нижнелужицкий он называл «сильно лехизирующим языком». З. Штибер считал, что нижнелужицкий идентичен лехитским языкам. Мнения о большей близости полабского с нижнелужицким языком, чем с польским, придерживается В. Манчак (W. Mańczak), сближающий полабский и нижнелужицкий на основе лексического сходства.

## Классификация лехитских языков

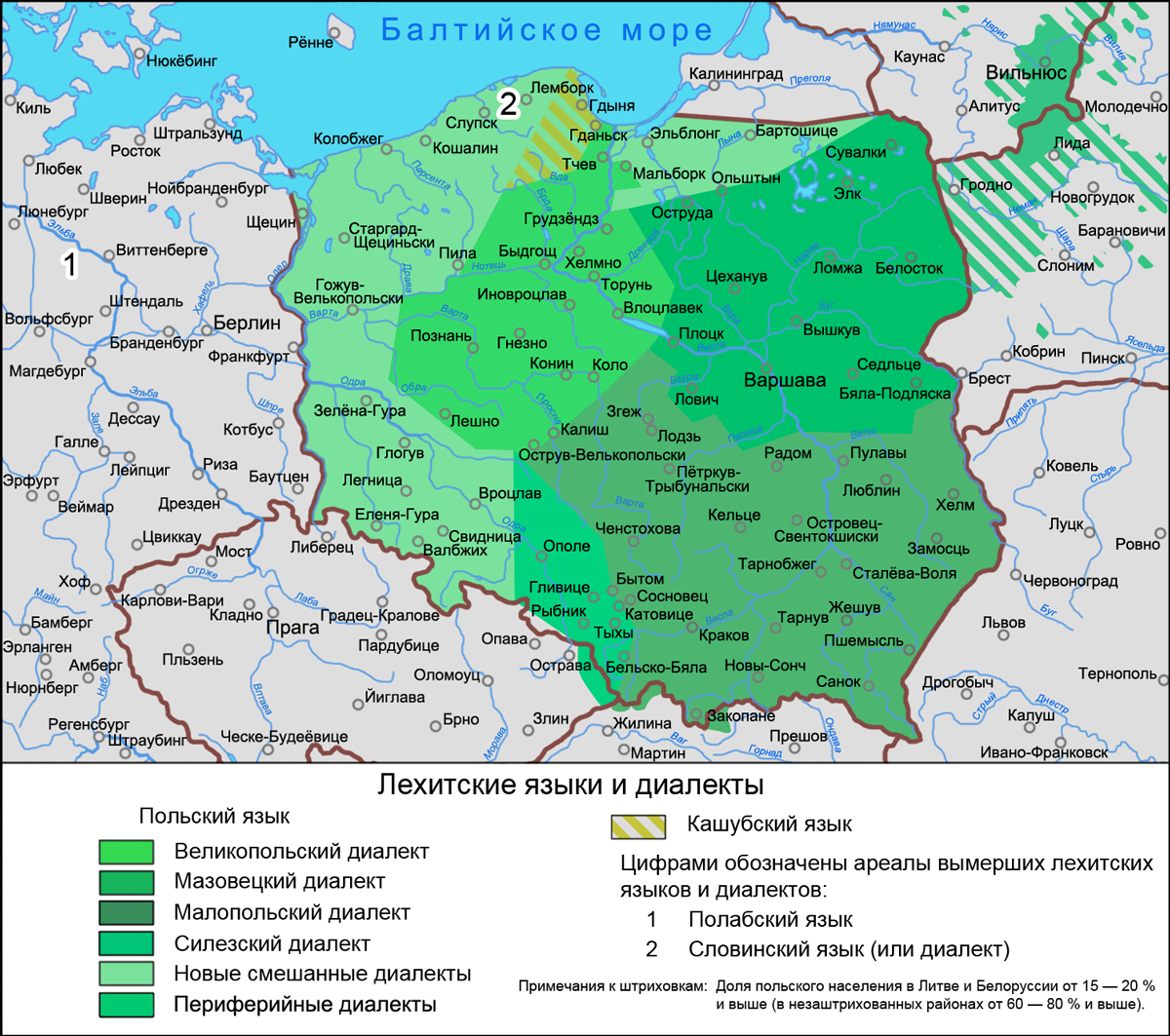
Карта размещения лехитских языков, включая диалекты польского языка

Лехитские языки делятся на западные и восточные:
- Западнолехитские языки и диалекты:
  - Полабский (древяно-полабский) язык †
  - Славянские говоры между Одером и Эльбой[19], исчезнувшие в VIII—XIV вв.[2] †
  - Говоры Балтийского Поморья (объединяемые иногда термином поморский язык), из которых до настоящего времени сохранились только кашубские говоры[20]
    - Кашубский язык
      - Словинско-поморские говоры или словинский язык[19] †

    - Славянские говоры Западного Поморья †
- Восточнолехитские языки и диалекты:
  - Польский язык
    - Силезский язык (этнолект), рассматриваемый также как одна из основных диалектных групп польского языка наряду с великопольской, малопольской и мазовецкой[3]

Силезский язык, считающийся, по мнению многих славистов, диалектом польского языка, не имеет значительных языковых особенностей, выделяющих его среди других польских диалектов. Тем не менее его отличают наличие письменности и особое этническое самосознание носителей этого диалекта. Существует движение за придание диалекту статуса самостоятельного языка, предпринимаются попытки его кодификации.
Кашубский язык, сохранивший определённую генетическую самостоятельность и обладающий собственной литературной традицией, вследствие экстралингвистических причин вместе со словинским языком также рассматривается как одна из основных диалектных групп польского языка. Словинский (язык славян-протестантов Поморья до середины XX века) включают в состав кашубского языка (языка католического населения Поморья) как его диалект (или как говоры его севернокашубского диалекта), в XIX — начале XX вв. для языка кашубов и словинцев использовалось название поморский язык (в работах С. Рамулта (1893, Słownik języka pomorskiego czyli kaszubskiego), Ф. Лоренца (1925, Geschichte der Pomoranischen (Kaschubischen) Sprache) и других учёных).
Кашубские, словинские и другие говоры Поморья генетически восходят к диалекту племенного союза поморян. По наличию в диалекте поморян древних языковых черт, сходных с чертами диалектов полабских славян, Т. Лер-Сплавинский относил племена поморян к западнолехитским, разделяя их на две группы племён: западнопоморскую и восточнопоморскую. В развившихся на основе древнего поморского диалекта кашубском и словинском языках западнолехитские языковые черты (подвижное ударение, сохранение мягкости перед -ar-, случаи сохранения неметатизированных сочетаний *tort и др.), сближающие их с полабским, сохранились, но в то же время в современном кашубском доминируют восточнолехитские черты (наибольшее число которых представлено в его южнокашубском диалекте), что явилось результатом длительного процесса междиалектных контактов на севере Польши, сближения с диалектами польского языка. Исходя из этого, диалекты Поморья могут рассматриваться как восточнолехитские или переходные от западнолехитских к восточнолехитским. К. Дейна разделял диалекты польского языка на центральнолехитские (поморские) и восточнолехитские (континентальные). Считая кашубский диалектом польского, он относил его к центральнолехитским, отмечая переходный характер кашубского от польского к полабскому, выделяя при этом широкое распространение в нём восточнолехитских языковых явлений.
Большая часть славянских говоров Поморья (или племенных языков), как западнолехитских, так и восточнолехитских, не сохранилась до настоящего времени, они известны только по данным топонимии и славянским заимствованиям в говорах нижненемецкого языка.

## Ареал
Лехитские языки распространены в северной части западнославянского ареала; вместе с чешским, словацким и лужицкими лехитские языки исторически представляли западнославянский диалектный континуум, который был нарушен распространением немецкого языка в Силезии и пастушеской колонизацией, проходившей в XIV—XVI вв. по территории Карпат и сопровождавшейся миграциями валахов, возможно, восточных славян, а также польского населения из района Кракова в Подгалье (сформировавшее субэтнические группы гуралей). В настоящее время лехитские языки связаны переходными говорами (известными как ляшские говоры) с другими западнославянскими языками только в районе польско-чешско-словацкого пограничья в Карпатах. Говоры на границе Польши и Чехии к западу от этого района являются смешанными переселенческими говорами, образованными после Второй мировой войны в результате смены немецкого населения в Силезии польским и чешским.
Лехитские языки граничат в северо-восточной части своего ареала с областями распространения русского и литовского языков, на востоке граничат с белорусским и украинским (включая лемковские говоры на юго-востоке), на западе — с немецким и лужицкими языками. Продолжением лехитского ареала на юге являются говоры жителей приграничных с Польшей районов Словакии (малопольские гуральские говоры Спиша и Оравы) и Чехии (говоры Тешинской Силезии).
Многочисленные островные польские говоры, известные как периферийные диалекты польского языка, распространены в Беларуси и Литве, в меньшей степени они сохраняются на Украине и в Латвии, а также в Румынии, Молдове и Венгрии.
Помимо Польши (основной области распространения современных лехитских языков) и соседних с ней государств (где носители польского языка живут длительное время), польский язык (и его диалекты), а также кашубский язык, распространены среди иммигрантов и их потомков во многих странах мира: в Германии, США (включая говорящих на силезском диалекте в Техасе), Канаде (включая говорящих на кашубском языке), Бразилии, Аргентине, Австралии и во многих других странах. В крупных польских диаспорах в двуязычной среде формируются своеобразные варианты польского языка: польско-бразильский вариант под влиянием португальского языка, язык американской Полонии под влиянием английского языка и другие.

## Численность и современное положение
Подавляющее большинство носителей современных лехитских языков — носители польского языка. Их численность согласно переписи 2002 года в Польше составила 37 405 тыс. чел. (из них 36 965 тыс. — поляки). Польский язык употребляется в польской диаспоре в среде лиц польского происхождения, оказавшихся вне Польши в результате эмиграции, переселений, изменений государственных границ: в Литве — 235 тыс. чел. (2001), Беларуси — 18 тыс. чел. (1999), России — 94 тыс. чел. (2002), Казахстане — 47 тыс. чел. (1999), Украине — 19 тыс. чел. (2001), Латвии — 12 тыс. чел. (2000), Чехии — 52 тыс. чел. (2001), Германии — 300 тыс. чел. (2002), США — 667 тыс. чел. (2000), Канаде — 164 тыс. чел. (2001) и др. Всего численность носителей польского языка, живущих вне Польши, по разным данным, превышает 1,7 млн чел.
На кашубском языке согласно переписи 2002 года в Польше дома говорят 52 665 чел. (из них 49 855 назвали себя поляками, 2690 — кашубами, 34 — немцами), на силезском языке говорят 56 643 чел. (из них 29 345 назвали себя силезцами, 19 991 — поляками, 7213 — немцами).
Польский язык — один из крупнейших по числу говорящих и ареалу славянский язык, он является одним из официальных языков Европейского Союза и официальным языком Республики Польша, используемым во всех сферах жизни польского государства. В отличие от польского употребление кашубского и силезского языков ограничено, как правило, устным общением в быту. Большинство носителей кашубского и силезского в Польше двуязычны, второй язык, на котором они говорят, — польский. В сравнении с силезским (у которого нет общепринятой нормы) у кашубского языка существует относительно устойчивая норма, на кашубском с XIX века создаются литературные произведения (с влиянием того или иного диалекта), в настоящее время издаются газеты, транслируются радиопередачи, кашубский язык преподаётся в школах.

## История формирования лехитских языков

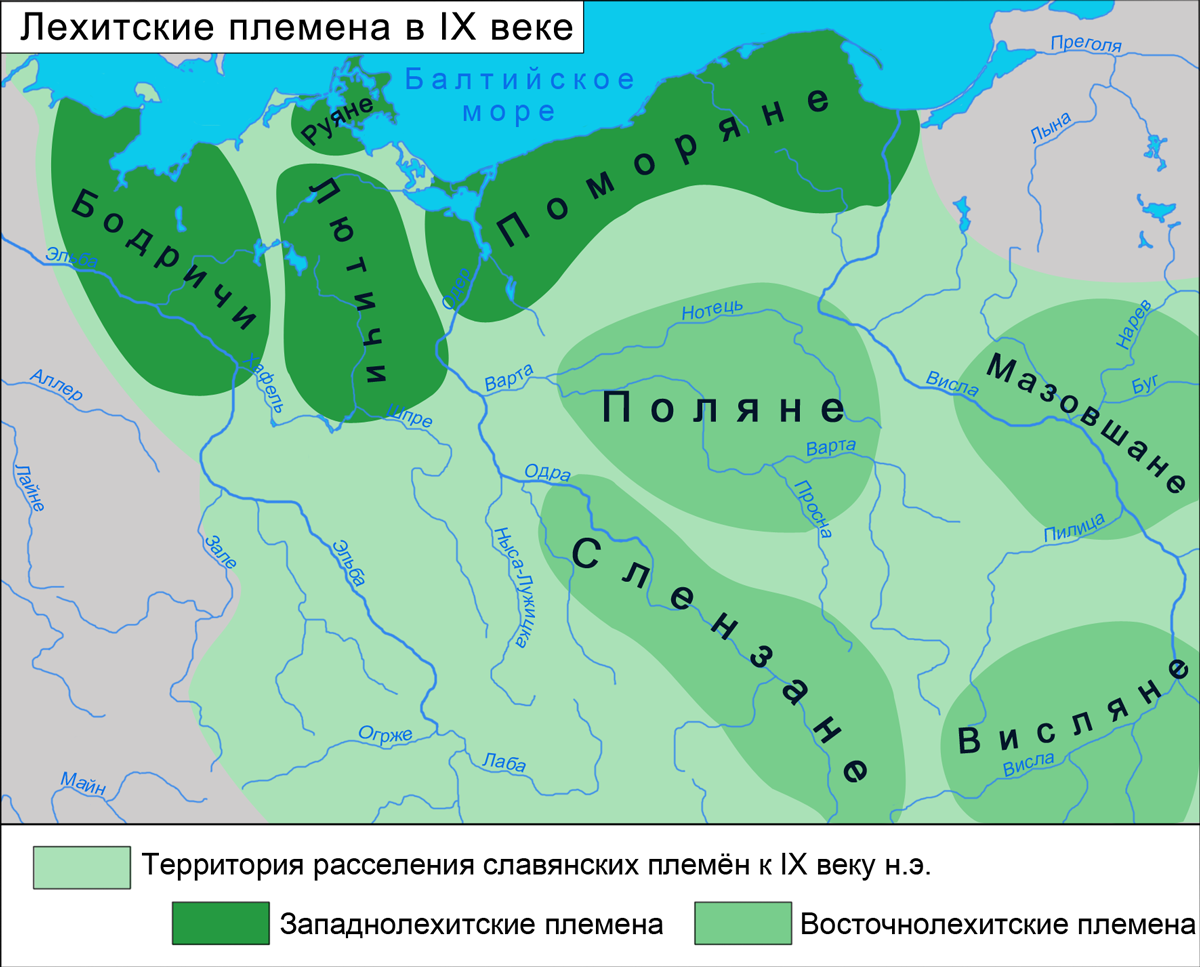
Карта расселения основных западнолехитских и восточнолехитских племенных союзов (групп) в допястовскую эпоху (в IX веке)

Начало формирования лехитской языковой общности относится по времени к эпохе праславянского языка, когда в пределах территории распространения его западного диалекта (диалекта предков носителей всех современных западнославянских языков) стали обособляться северный (пралехитский) и южный (прачешско-словацкий) поддиалекты. Результатом развития северного поддиалекта после распада праславянской языковой общности во 2-й половине I тыс. н. э. стало формирование современных лехитских языков.
В ранний период развития пралехитского диалекта отмечают его контакты с другими диалектными объединениями праславян, в их числе с предком современных восточных южнославянских языков, о чём свидетельствуют древние болгаро-лехитские изоглоссы, выделенные С. Б. Бернштейном (делабиализация носового заднего ряда, сохранение смычки в ʒ, ʒ’ и др.), позднее, около середины I тыс. и несколько ранее у пралехитского диалекта сформировались некоторые общие черты с прасеверно-восточнославянским диалектом (позднее развившимся в древненовгородский диалект).
Предки носителей современных лехитских языков (поляков и кашубов), а также предки носителей славянских диалектов лехитской подгруппы в области между Одером и Эльбой (Лабой), исчезнувших в VIII—XIV вв. (из которых до XVIII века сохранился только небольшой остров полабского населения в Люнебурге), расселяясь на запад из Прикарпатья и бассейна Вислы, к VI—VII вв. занимали значительные территории центральной и восточной Европы от Западного Буга и Вислы на востоке до Эльбы (включая и её левый берег) на западе и от южного побережья Балтийского моря на севере до Судетов и Карпатских гор на юге. В западной части лехитского ареала славяне занимали земли, оставленные германскими племенами в период переселения народов в V—VI вв., или селились чересполосно с германцами, при этом часть германского населения была славянами ассимилирована, а некоторые славянские племенные этнонимы, возможно, имеющие германское происхождение, перешли от германцев к славянам (руяне — ругии, слензане — силинги, варны — варины).

### Западнолехитские языки и диалекты

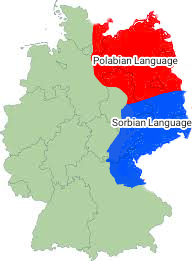
Маскимальное распространение полабского языка (красным цветом)

Диалекты четырёх крупных племенных союзов — ободритов (бодричей) (включая собственно ободритов, древан, вагров, варнов и др.), лютичей (велетов) (включая хижан, черезпенян, гаволян и др.), руян (живших на острове Рюген — по-славянски Руян) и поморян (включая волинян, кашубов и др.), расселившихся на южном побережье Балтийского моря от Вислы до Эльбы, — стали основой для формирования западнолехитской языковой общности, просуществовавшей относительно недолгое время.

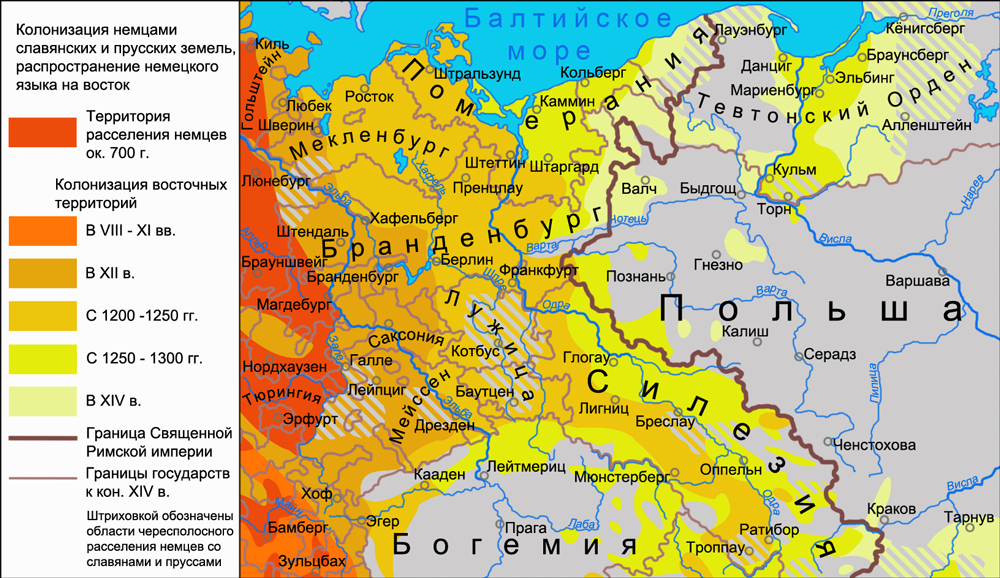
Карта расселения немцев и ассимиляции ими западных славян и пруссов на восточных территориях в VIII—XIV вв.

В результате средневековой экспансии немецкого языка бо́льшая часть западнолехитских диалектов в течение нескольких веков была вытеснена немецким и исчезла. Сохранились сведения о двух говорах полабского (древяно-полабского) языка (вымерших к XVII—XVIII вв.), происходивших от диалекта племени древан из союза племён ободритов. Они размещались на западной периферии западнолехитского ареала в княжестве Люнебург в районе Люхов-Данненберг, один из этих говоров известен по записям полабского крестьянина Яна Парума Шульце, другой — по словарю пастора Христиана Хеннига. Существует предположение о том, что полабский язык имел распространение на широкой территории вплоть до нижнего Одера и включал в свой состав помимо древанской ободритскую и велетскую диалектные группы, но такое членение не подкрепляется надёжными лингвистическими материалами. Археологические данные дают возможность предполагать, что говоры лютичей (велетские говоры) могли развиваться независимо от ободритских и эволюционировали в самостоятельный славянский язык (формирование которого не было завершено). Помимо полабского известен ещё один вымерший западнолехитский язык на северо-восточной периферии западнолехитского ареала в районе озёр Лебско и Гардно — словинский язык (или архаичный диалект кашубского языка, или, вместе с кашубским, диалект поморского языка), подробно описанный Ф. Лоренцем и М. Рудницким, употреблявшийся до середины XX века. Остальные славянские говоры между Одером и Эльбой, а также в западном Поморье оставили следы лишь в топономастике и субстратной лексике.
До настоящего времени сохранился только кашубский язык (или, по другим классификациям, генетически обособленный, но по экстралингвистическим причинам, диалект польского языка). Кашубский язык со словинско-поморскими говорами (словинским языком) сформировались на основе диалекта восточных поморян с влиянием на их лексику немецкого литературного языка и нижненемецких диалектов. В настоящее время кашубский язык вместе со словинско-поморскими говорами (хотя и сохранившими некоторые западнолехитские черты) рассматриваются как восточнолехитские или переходные от западнолехитских к восточнолехитским, что является следствием исторической конвергенции поморских диалектов с польским языком.

### Восточнолехитские языки и диалекты
Восточнолехитские диалекты четырёх крупных племенных союзов — полян, вислян, слензан (сленжан) и мазовшан — в процессе своего развития и сближения образовали современный польский язык с большим разнообразием диалектов и говоров как на территории расселения древних восточнолехитских племён (территории этнического формирования поляков), так и за её пределами, сформировавшихся в результате распространения польского языка на землях балтов (пруссов и ятвягов) и восточных славян.
Диалекты восточнолехитских племён не были однородными в языковом отношении, среди основных польских племенных союзов относительное языковое единство было характерно для диалектов полян, вислян и слензан, диалект мазовшан был наиболее обособлен от них. Различной была роль у польских диалектов, сформировавшихся на основе диалектов племён, в образовании общепольского языка, его основой был прежде всего великопольский (полянский) диалект (с последующим усилением влияния на литературный язык малопольского диалекта). Образованию единого польского языка способствовала консолидация носителей племенных восточнолехитских диалектов в одном государстве с X века. Защищённые в некоторой степени с запада от немецкого нашествия тем сопротивлением, которое ему оказывали западнолехитские племена, восточнолехитские имели время организоваться в сильное государственное объединение, способное противостоять мощной немецкой экспансии на восток. Центром этого государства стало племя полян, их правители, Пясты, объединили в своих руках власть над своими племенными землями, захватили соседние Куявы и овладели территориями племён, наиболее родственных полянам: Мазовией, Силезией, Малой Польшей, Восточным Поморьем. В дальнейшем часть польских территорий попала под власть немцев в Мазурии, западной Великопольше, Нижней Силезии, польские говоры этих земель подверглись германизации — после 1945 года эти территории были заселены поляками, где сформировались новые смешанные диалекты польского языка.
Среди современных польских диалектов иногда в качестве самостоятельного языка выделяют силезскую диалектную группу, чему способствуют больше процессы формирования этнического самосознания у силезцев (в Польше силезцами назвали себя 173 тыс. чел. в 2002 году, а в Чехии — 10,8 тыс. чел. в 2001 году), движение за силезскую автономию, чем собственно лингвистические причины. Силезский диалект выделяется среди других польских не наличием своеобразных, присущих только ему, языковых явлений, а главным образом сочетанием (наличием или отсутствием в нём) великопольских или малопольских черт, а также своеобразной лексикой, сформированной во времена господства немецкого языка в Силезии под властью Австро-Венгрии, в дальнейшем — Пруссии и единой Германии.

## Основные языковые особенности
Лехитские языки разделяют языковые черты, общие для всех языков западнославянской группы (сохранение архаичных сочетаний согласных tl, dl (пол. plótł, mydło); результаты второй (пол. mucha — musze) и третьей палатализации (пол. wszystek из *vьхъ) для задненёбного х; сохранение сочетаний kv’, gv’ (пол. kwiat, gwiazda); отсутствие l эпентетического (пол. ziemia); переход *tj, *dj в c, ʒ (z) (пол. świeca, miedza); переход *ktj, *gtj в c (пол. noc, piec); наличие в родительном и дательном пад. ед. числа сложных прилагательных флексий -ego, -emu в отличие от -ogo, -omu; стяжение гласных при выпадении интервокального j и ассимиляции гласных во флексиях и в корнях (пол. prosty, prosta, proste) и др.). Кроме этого, языки лехитской подгруппы характеризуют общие для них и обособленные от других западнославянских языков явления.
В пределах западнославянского ареала лехитские языки отличаются от близкородственных чешского, словацкого и лужицких следующими присущими только им языковыми особенностями:
- Переход праславянских e. ě, ę, r̥’, l̥’ перед твёрдыми переднеязычными в o, a, ǫ, r̥, l̥: пол. lato из *lĕto и т. п.[58]
- Делабиализованный характер носового заднего ряда ąо (как и у предка современного болгарского языка — ąъ), у остальных славян лабиализованные ų или ǫ (впоследствии утраченные)[46].
- Сохранение праславянских носовых гласных: пол. pięć, полаб. pąt, но чеш. pět[59]. Отсутствуют в келецко-сандомерских говорах малопольского диалекта, в которых произошёл процесс деназализации[60].
- Особенности изменений в группах *tort, *tolt, общие с восточнославянскими языками: пол. krowa, złoto, król (с редукцией гласного перед сонантом) и рус. коро́ва, зо́лото, коро́ль, но чеш. kráva, zlato, král при наличии случаев отсутствия перегласовки в tort в западнолехитском ареале: кашуб. warna (ворона) и полаб. korvo (корова)[61].
- Утрата слоговости сонантов (вокализация сонантов) r̥, ŕ̥ и l̥, l̥’, развитие на их месте сочетаний с гласными: пол. twardy, sierp, żółty, сил. mołwić, кашуб. wolk, но чеш. tvrdý, srp, mluvit, словац. žltý, vlk. Вокализация сонантов распространена также в лужицких языках[58].
- Наличие смычки в ʒ, ʒ’ (пол. noga – nodze) в результатах второй и третьей палатализаций на месте *g, не сохранившейся в языках чешско-словацкой подгруппы (чеш. noha – noze), частично и в кашубском: кашуб. saza при пол. sadza (сажа), в современном кашубском языке отсутствие смычки представлено в редких случаях. Также смычка в ʒ, ʒ’ известна некоторым западноболгарским говорам. Звук ʒ в лехитских языках представлен также на месте праславянского *dj[46].
- Отсутствие перехода g в h (гортанный, фрикативный): пол. noga, но чеш. noha.
- Инициальному ударению (на первом слоге) в чешском, словацком и лужицких языках противопоставляется парокситоническое ударение (на предпоследнем слоге) в польском языке и разноместное в кашубском и полабском языках[2].

Для лехитских языков характерны лексические заимствования (особенно в полабском, словинском, кашубском языках и в говорах великопольского и силезского диалектов польского языка) из немецкого, а также влияние латинского как языка церкви, науки и литературы на кашубский и польский.
Отличия западнолехитских языковых явлений от восточнолехитских:
- Единообразная замена сонантов l’ и l: кашуб. wolk, dolgi, pålni при пол. wilk, długi, pełny.
- Сохранение мягкости перед -ar-: кашуб. cv’ardi, m’artvi при пол. twardy, martwy.
- Случаи сохранения неметатизированных сочетаний *tort[58].

Часть лехитских языковых особенностей характерна и для лужицких языков, занимающих переходное положение от лехитской к чешско-словацкой подгруппе (вокализация сонантов r̥, ŕ̥ и l̥, l̥’, наличие звука g в нижнелужицком и др.), часть языковых явлений противопоставляет лехитские и чешско-словацкие лужицким (сохранение в последних формы двойственного числа).